# Денен (кантон)
Дене́н (фр. Denain) — кантон во Франции, находится в регионе О-де-Франс, департамент Нор. Входит в состав округа Валансьен.

## История
До 2015 года в состав кантона входили коммуны:
- Абскон
- Авелюй
- Ваврешен-су-Денен
- Денен
- Души-ле-Мин
- Элем
- Эскоден

В результате реформы 2015 года состав кантона был изменен — в него были включены коммуны, входившие в состав упраздненного кантона Бушен.

## Состав кантона с 22 марта 2015 года
В состав кантона входят коммуны (население по данным Национального института статистики за 2017 г.):
- Абскон (4 447 чел.)
- Авен-ле-Сек (1 458 чел.)
- Бушен (3 952 чел.)
- Ваврешен-су-Денен (1 661 чел.)
- Ваврешен-су-Фо (386 чел.)
- Ван-о-Бак (609 чел.)
- Денен (19 825 чел.)
- Души-ле-Мин (10 558 чел.)
- Лурш (3 949 чел.)
- Льё-Сен-Аман (1 349 чел.)
- Маркет-ан-Остреван (1 873 чел.)
- Мастен (865 чел.)
- Нёвиль-сюр-Эско (2 702 чел.)
- Нуайель-сюр-Сель (705 чел.)
- Орден (1 396 чел.)
- Рёль (3 830 чел.)
- Эмершикур (806 чел.)
- Эскоден (9 619 чел.)

## Политика
На президентских выборах 2022 г. жители кантона отдали в 1-м туре Марин Ле Пен 45,0 % голосов против 20,5 % у Жана-Люка Меланшона и 15,6 % у Эмманюэля Макрона; во 2-м туре в кантоне победила Ле Пен, получившая 65,5 % голосов. (2017 год. 1 тур: Марин Ле Пен — 41,4 %, Жан-Люк Меланшон — 25,1 %, Эмманюэль Макрон — 13,2 %, Франсуа Фийон — 8,1 % ; 2 тур: Ле Пен — 60,5 %. 2012 год. 1 тур: Франсуа Олланд — 30,1 %, Марин Ле Пен — 27,4 %, Николя Саркози — 15,7 %; 2 тур: Олланд — 62,8 %).
С 2015 года кантон в Совете департамента Нор представляют вице-мэр города Рёль Изабель Завьежа-Денизон (Isabelle Zawieja-Denizon) и мэр города Души-ле-Мин Мишель Лефевр (Michel Lefebvre) (оба — Коммунистическая партия).
|                | Кандидаты                             | Партия                   | Первый тур | Первый тур     | Второй тур | Второй тур |
| Кол-во голосов | Кандидаты                             | Партия                   | % голосов  | Кол-во голосов | % голосов  |            |
| -------------- | ------------------------------------- | ------------------------ | ---------- | -------------- | ---------- | ---------- |
|                | Изабель Завьежа-Денизон Мишель Лефевр | Левый фронт              | 5 148      | 40,35          | 7 121      | 54,02      |
|                | Режин Андрис Джошуа Хошар             | Национальное объединение | 5 362      | 42,03          | 6 060      | 45,98      |
|                | Ассан Ас Виржини Карлье               | Республиканцы            | 2 249      | 17,63          |            |            |

|                | Кандидаты                             | Партия                  | Первый тур | Первый тур     | Второй тур | Второй тур |
| Кол-во голосов | Кандидаты                             | Партия                  | % голосов  | Кол-во голосов | % голосов  |            |
| -------------- | ------------------------------------- | ----------------------- | ---------- | -------------- | ---------- | ---------- |
|                | Изабель Завьежа-Денизон Мишель Лефевр | Левый фронт             | 5 580      | 28,45          | 10 030     | 51,43      |
|                | Режин Андрис Филипп Брутар            | Национальный фронт      | 8 292      | 42,28          | 9 472      | 48,57      |
|                | Ани Бровер Ивон Рьяншо                | Социалистическая партия | 3 164      | 16,13          |            |            |
|                | Софи Гранато-Брику Максанс Майо       | Правый блок             | 2 576      | 13,13          |            |            |

|  | Кандидат      | Партия                  | % голосов |
|  | ------------- | ----------------------- | --------- |
|  | Мишель Лефевр | Коммунистическая партия | 100,00    |